# ترمس ذابل
الترمس الذابل (باللاتينية: Lupinus aridorum) نوع نباتي يتبع جنس الترمس من الفصيلة البقولية المعروفة بقدرتها على تثبيت النيتروجين الجوي من خلال بكتيريا المستجذرة.
موطنه وسط ولاية فلوريدا الأمريكية.

## الوصف النباتي
نبات عشبي ثنائي الحول أو معمر قصير الأمد قد يصل ارتفاعه إلى متر. أوراقه مركبة كفية، تضم كل واحدة منها عادة حوالي سبع وريقات طولها من 4 إلى 7 سم. الأزهار زهرية تتوسط جزأها الأعلى بقعة سوداء. الثمرة قرن.